# Ernesto Alves de Oliveira
Ernesto Alves de Paula (Rio Pardo, abril de 1862 — Porto Alegre, agosto de 1891) foi um advogado, jornalista e político brasileiro.
Filho de Manuel Alves de Oliveira e de Rafaela Azambuja, em 1873 mudou-se para Porto Alegre para estudar no Colégio Gomes. Formou-se em 1883, pela Faculdade de Direito de São Paulo, retornando ao Rio Grande do Sul.
Republicano desde o tempo de colégio, foi membro do Partido Republicano Riograndense, deputado federal, diretor de A Federação e inspetor geral da Instrução Pública no Rio Grande do Sul.  Foi um dos fundadores do jornal A Federação, onde publicou artigos polemizadores, até 1889. Após a Proclamação da República, foi eleito deputado a Constituinte de 1891.
Faleceu vítima de tuberculose, com 29 anos. Era casado com Francisca Vieira, com quem teve um filho, Manuel Vieira Alves de Oliveira.